# Whitemarsh Hall
Whitemarsh Hall fue una gran mansión construida en una parcela de 300 acres (equivalentes a 1,2 km²) en Wyndmoor, Pensilvania, EE. UU., propiedad del directivo de banca Edward T. Stotesbury y de su esposa, Eva. Diseñada por el arquitecto de la "Edad Dorada", Horace Trumbauer, fue construida en 1921 y demolida en 1980. Hasta su desaparición, la mansión fue la tercera residencia privada más grande de los Estados Unidos. Hoy en día, es considerada como uno de las mayores pérdidas de la historia de la arquitectura de los Estados Unidos.
A pesar del nombre, Whitemarsh Hall se emplazaba en el municipio de Springfield, no en el municipio de Whitemarsh, que limita con Springfield al oeste.

## Historia

### Construcción
Diseñada por el arquitecto autodidacta Horace Trumbauer en estilo Beaux Arts entre 1916 y 1921, Whitemarsh Hall estaba conformada por 6 plantas (de las cuales 3 eran total o parcialmente subterráneas), 147 habitaciones, 45 cuartos de baño, 9.300 m² y de algunas salas especiales, incluyendo un salón de baile, un gimnasio, una sala de cine e incluso una planta de refrigeración. Esta mansión neo-georgiana fue el regalo de bodas de Stotesbury a su segunda esposa, Eva, y es considerada por muchos expertos del diseño arquitectónico como la residencia privada más hermosa construida en Estados Unidos. La finalización de las obras se retrasó debido a la I Guerra Mundial, de modo que, mientras que el exterior estaba casi terminado hacia el final de la guerra, la decoración interior y el mobiliario, buena parte del cual fue traído de una Europa devastada, tardó más tiempo en llegar.

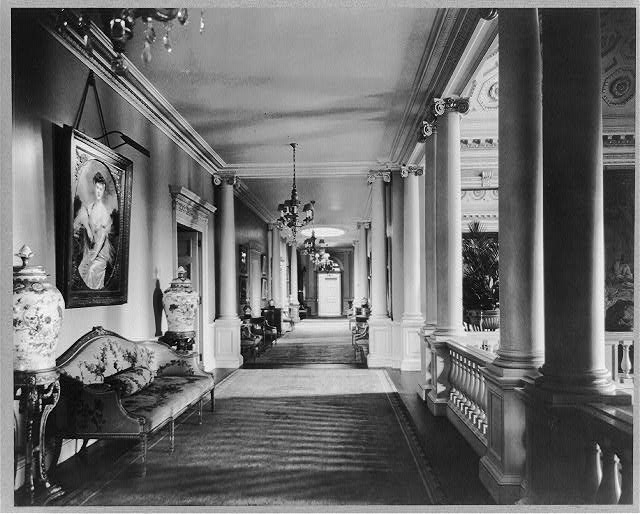
Galería en el segundo piso

La mansión estaba ricamente decorada con las estatuas, pinturas y tapices que Stotesbury había coleccionado a lo largo de los años; colección que más tarde legaría al Museo de Arte de Filadelfia. El mobiliario francés del siglo XVIII fue adquirido a través del marchante de arte Lord Joseph Duveen, quien había asesorado a Stotesbury para crear la segunda colección de retratos ingleses más grande de Estados Unidos, mientras que el suelo estaba ornado con exquisitas alfombras persas, también compradas bajo la guía de Duveen. Duveen también aconsejó a Stotesbury en la compra de esculturas francesas para decorar la enorme mansión.
Los jardines fueron diseñados por el reconocido urbanista y arquitecto Jacques Gréber, cuyos diseños al grandioso estilo de André Le Nôtre para el rico empresario Peter Arrell Browne Widener en Lynnewood Hall convencieron a Trumbauer y a Eva Stotesbury para contar con sus servicios. Gréber se mudó a una casa junto a la finca para conocer de primera mano el avance de la obra.

### La vida en Whitemarsh Hall
La finca también incluía varios edificios menores y almacenes distribuidos en los 300 acres del terreno, así como cuatro grandes invernaderos para el cultivo de árboles y helechos. También se utilizaban otros invernaderos más pequeños para el cultivo de las muchas flores que se necesitaban para decorar la casa con ocasión de las fiestas organizadas por los Stotesbury. Más de 70 jardineros trabajaban para el mantenimiento de la finca. El servicio doméstico lo formaban normalmente unas cuarenta personas, pero muchas de ellas solían acompañar a los Stotesbury a su mansión de Florida, El Mirasol, donde pasaban el invierno, y a Wingwood House, su mansión en Bar Harbor, Maine para pasar el verano.

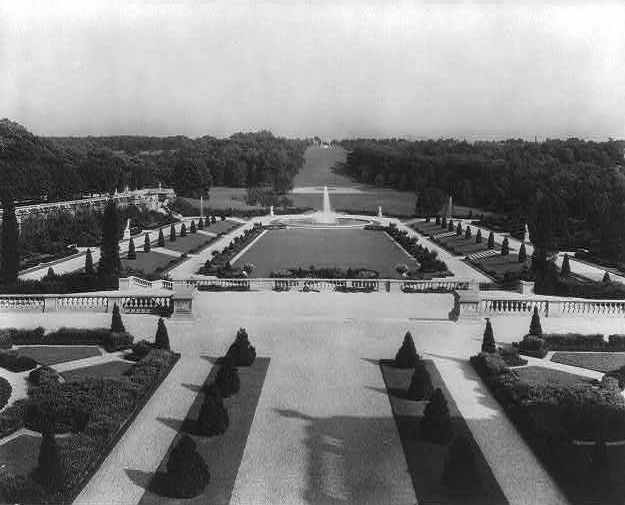
Jacques Gréber diseñó los jardines, incluyendo la amplia avenida de una milla de largo que se extendía hacia el este de la Mansión. Foto: c. 1922. Los escalones del centro de la foto permanecen aún hoy.

Además de para Edward T. Stotesbury, su esposa Eva y sus criados, Whitemarsh Hall también fue diseñada para los dos hijos de Eva (ambos adultos en el momento de construirse la casa), quienes contaban con sus propias dependencias dentro de la casa. Su hijo James H. R. Cromwell residió con frecuencia en la casa, como también lo hizo, aunque en menor medida, su hija Louise Cromwell Brooks.
Durante cerca de nueve años, la mansión albergó fastuosos bailes y recepciones. La intensidad de su vida social cayó un poco después de la Gran Depresión, en 1929, y se redujo aún más después de 1933, cuando los Stotesbury fueron abiertamente criticados por disfrutar de una vida de esplendor, mientras que la mayor parte del país sufría las penurias de la gran depresión. La muerte de una de las hijas de E. T. Stotesbury en 1935 también ayudó a frenar el entusiasmo de los Stotesbury por la fiesta.
Whitemarsh Hall ha sido llamada a menudo el "Versalles de Estados Unidos", debido al nivel de atención al detalle en los jardines y en el edificio principal.

### Tras la muerte de Stotesbury
Eva Stotesbury descubrió, tras la muerte de su marido en 1938, que se encontraba relativamente arruinada. Stotesbury había afirmado en una ocasión que el mantenimiento de la casa y de la extensa propiedad que la rodeaba tenían un coste cercano al millón de dólares anuales. Como resultado de la Gran Depresión, el valor de Whitemarsh Hall y su opulento mobiliario se redujeron considerablemente. Eva cerró la mansión y se trasladó a otra de sus mansiones, El Mirasol en Palm Beach, Florida. Asimismo, donó una verja de dos millas de larga y 8 pies de alta al Departamento de Guerra para emplear el metal en la fabricación de 18.000 armas de fuego.
Durante gran parte de la Segunda Guerra Mundial, la propiedad fue utilizada para el almacenamiento de buena parte de los tesoros artísticos del Museo Metropolitano de Arte de Nueva York, pues se temía que los alemanes pudieran bombardear Manhattan desde los U-Boot o desde sus buques de guerra. Eva Stotesbury ya había puesto la propiedad en el mercado después de la muerte de su marido, pero no había compradores. La propiedad no se vendió hasta 1943.

### Transformación y abandono
Whitemarsh Hall fue finalmente vendida por 167.000 $ a la Pennsalt Chemical Corporation (hoy día, parte de Total Petrochemicals USA), que transformó el edificio en un laboratorio de investigación. Gran parte de los terrenos que rodeaban la mansión fueron vendidos para el desarrollo de promociones inmobiliarias, que se desarrollaron muy rápidamente justo después de que terminara la guerra. Pennsalt mantuvo y modernizó la mansión y los terrenos restantes, construyendo algunas instalaciones nuevas en la propiedad.
En 1963, la empresa, por entonces conocida como Pennwalt, construyó un nuevo centro de investigación en la zona de King of Prussia, Pensilvania, y se mudó de Whitemarsh Hall, que fue vendida a un grupo inversor inmobiliario. Los esfuerzos para conservar o vender la mansión intacta por parte de este y de sus sucesivos propietarios no tuvieron éxito y dado que la propiedad se fue descuidando y fue siendo objeto de actos de vandalismo, acabó acordándose su demolición. No obstante, las discrepancias sobre la forma de reurbanización residencial que debía llevarse a cabo (sobre todo en relación con algunos planes que proyectaban torres de apartamentos de lujo), retrasaron la demolición un buen número de años.

## El lugar actualmente
La mansión, que era más grande que la Casa Blanca, fue demolida en 1980 y en su lugar se elevó una promoción inmobiliaria de modernas casas llamada Stotesbury Estates. Los enormes pilares de piedra caliza que formaban parte del pórtico de entrada a la mansión se conservaron en su mismo sitio, a modo de homenaje, así como el gran mirador de la parte de atrás de la casa. Ninguna de las nuevas casas ocupa la planta de la mansión, cuyos sótanos y cimientos simplemente se volvieron a rellenar. Hoy día aún existen pequeños restos de los grandes jardines originarios, incluyendo una fuente, varias estatuas, escaleras y piezas de vallas de piedra y muros bajos. Los dos pilares de la puerta principal de la finca, salvo las puertas de acero, que estaba a una milla (1,6 km) de la parte posterior de Whitemarsh Hall, permanecen en pie en Douglas Road off Willow Grove Avenue. La casa del guarda de Douglas Road, que se encontraba detrás de los pilares de esta entrada principal, también se mantiene, convertida en una residencia privada.

## Galería

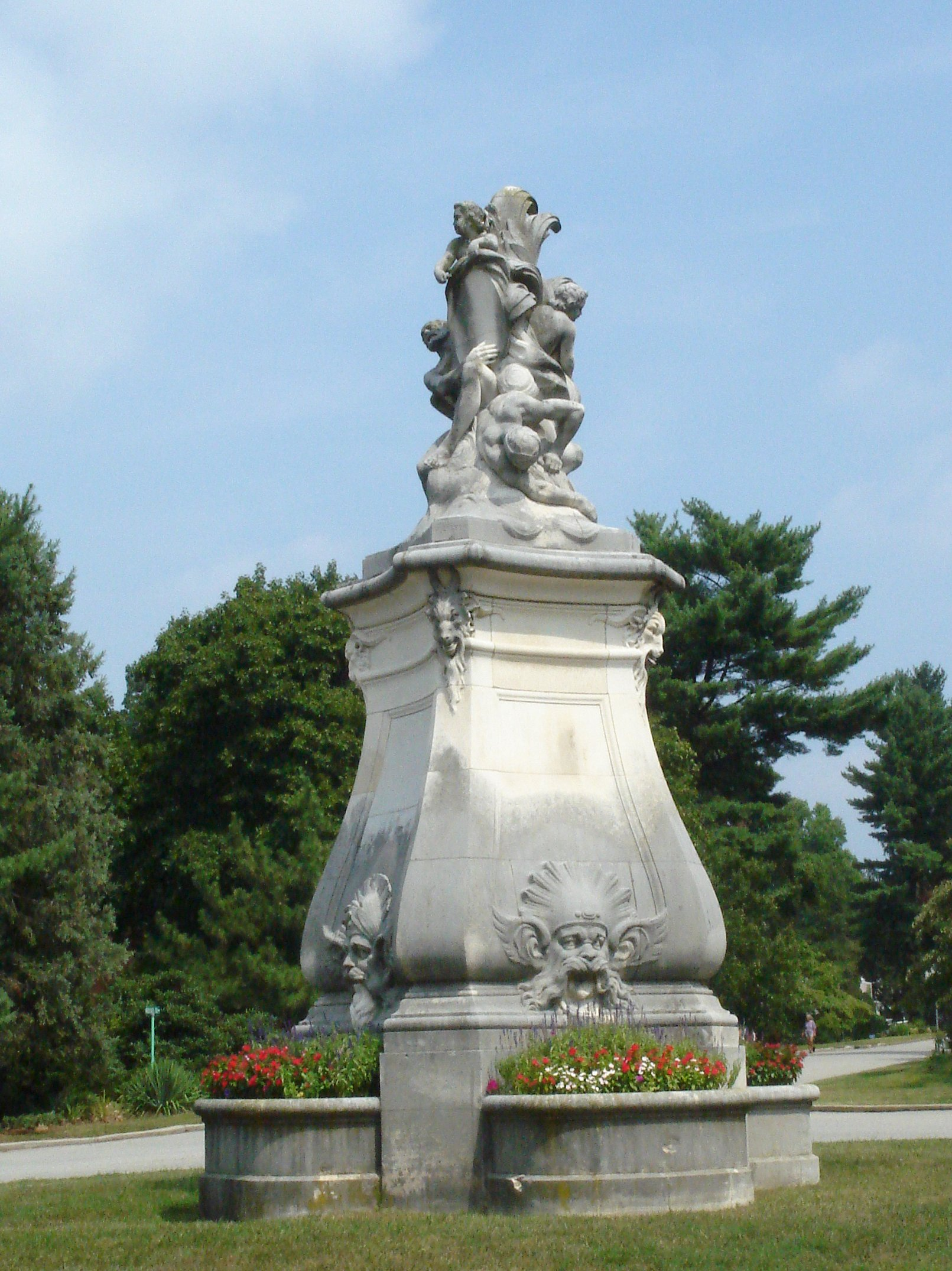
Restos de la finca Whitemarsh
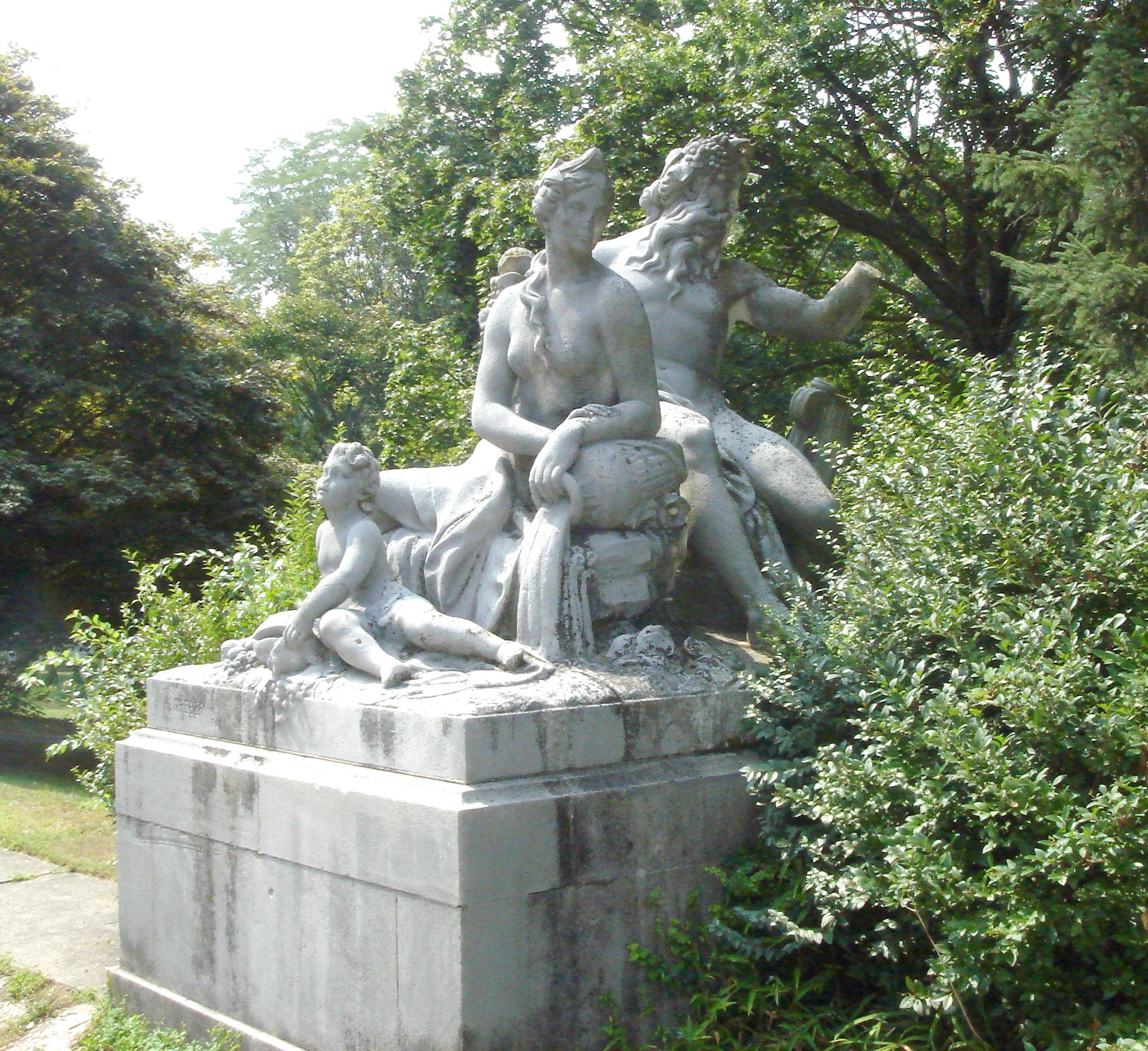
Estatuas en Whitemarsh por Henri-Léon Gréber,
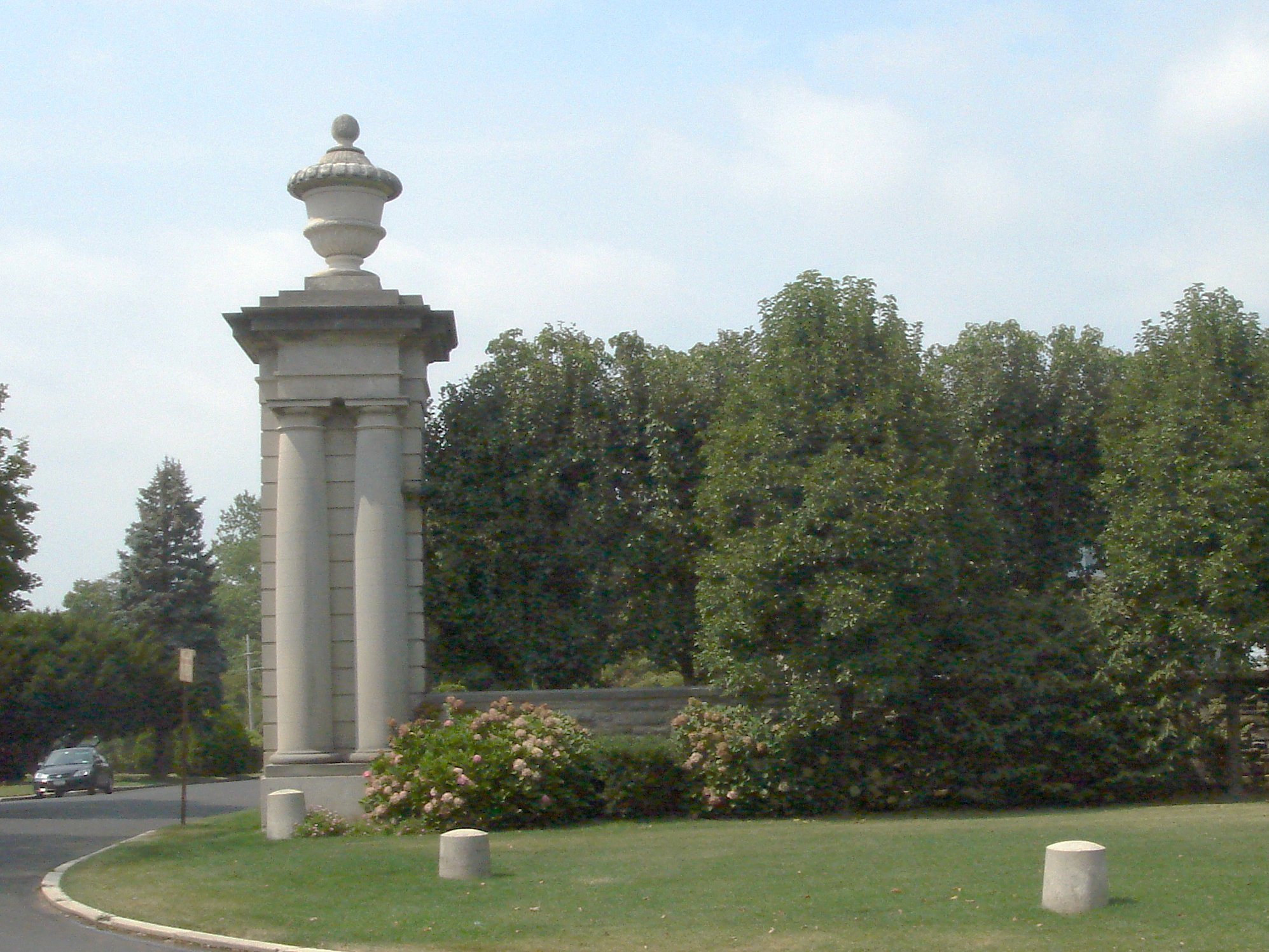
Restos de la entrada principal a Whitemarsh Hall.